# Октябрьский сельсовет (Стерлитамакский район)
Октябрьский сельсовет — муниципальное образование в Стерлитамакском районе Башкортостана.
Административный центр — село Октябрьское.

## История
Согласно Закону о границах, статусе и административных центрах муниципальных образований в Республике Башкортостан имеет статус сельского поселения.

## Население
| 2002  | 2009  | 2010  | 2012  | 2013  | 2014  | 2015  |
| ----- | ----- | ----- | ----- | ----- | ----- | ----- |
| 2311  | ↗2468 | ↘2279 | ↘2269 | ↘2223 | ↘2215 | ↘2185 |
| 2016  | 2017  | 2018  |       |       |       |       |
| ↘2121 | ↘2080 | ↘2047 |       |       |       |       |

## Состав сельского поселения
| № | Населённый пункт | Тип населённого пункта       | Население |
| - | ---------------- | ---------------------------- | --------- |
| 1 | Октябрьское      | село, административный центр | ↘977      |
| 2 | Северная         | деревня                      | ↘337      |
| 3 | Весёлый          | деревня                      | ↘296      |
| 4 | Кононовский      | деревня                      | ↘291      |
| 5 | Южный            | деревня                      | ↘263      |
| 6 | Ранний Рассвет   | деревня                      | ↗115      |

## Экономика
Октябрьский сельсовет входит в СПКК им. Калинина. Занимается зерновым растениводством и животноводством.